# Hans Christian Davidsen
Hans Christian Davidsen (født 9. november 1965 i Haderslev) er en dansk-tysk forfatter, journalist, foredragsholder og fotograf.
Hans Christian Davidsens bøger behandler historiske og kulturhistoriske temaer i det dansk-tyske grænseland.
Han er student fra Haderslev Katedralskole i 1985, har taget sin afgangseksamen fra Danmarks Journalisthøjskole i Aarhus i 1994 og var i praktik på avisen JydskeVestkysten  
Fra 1983 til 1986 arbejdede han som sportsjournalist på Jydske Tidende og Ugeavisen Haderslev. Fra 1994 til 1996 var han  journalist og redaktionssekretær på JydskeVestkysten. Han blev ansat som kulturredaktør på Flensborg Avis i 1996, hvor han også er vært på web tv-serien »Kultur på grænsen«. Han er medlem af Flensborg Avis’ bestyrelse.
Han er desuden kritiker på tidsskriftet for kunst- og kulturformidling Kulturkapellet  og skribent på Litteratursiden 
Hans Christian Davidsen har som journalist og forfatter beskæftiget sig indgående med temaet Rattenlinie Nord, der er en betegnelse for en flugtrute, som tusindvis af nazister tog op gennem Slesvig-Holsten med Flensborg som endestation. Gennem talrige foredrag, avisartikler og bøger har han leveret bidrag til den offentlige diskussion om, hvorvidt byen Flensborg skal markere Karl Dönitz-regeringens rolle i Flensborg fra den 2. til den 23. maj 1945.
I 2020 modtog han Slesvig-Ligaens Legat  og i 2023 Sprogforeningens Sprog- og Kulturpris.